# Gloria Himelda Félix Niebla
Gloria Himelda Félix Niebla (Pericos, Mocorito, Sinaloa; 13 de mayo de 1968) política y abogada mexicana exmiembro del Partido Revolucionario Institucional. Diputada local en la Sexagésima Tercera Legislatura, expresidente de la mesa directiva durante el periodo 2019-2020 de la Sexagésima Tercera Legislatura y presidente de la Comisión de Turismos del Congreso del Estado de Sinaloa. Exdiputada federal en la Sexagésima Tercera Legislatura y vicepresidente de la Cámara de Diputados del Congreso de la Unión integrante de las comisiones de Justicia, Seguridad Social y secretaria técnica de la Comisión de Puntos Constitucionales. Exalcaldesa del municipio de Mocorito de 2011 a 2013, exdiputada local de la extinta Gran Comisión Quincuagésima Novena Legislatura del Congreso del Estado de Sinaloa, y representante del Congreso del Estado ante la Contraloría Social Universitaria por el grupo parlamentario del PRI, posterior a ello fue ha desempeñado distintos cargos públicos, entre ellos la Secretaría Técnica del acuerdo de Compromisos Por Sinaloa y actualmente se desempeña como Diputada Local del H. Congreso del Estado de Sinaloa en la LXIV Legislatura.

## Participación Política
- Foro Nacional De Defensorias De Oficio, Monterrey, Nuevo León. (1994)
- Primer Congreso Nacional De Instituciones De Defensa Social, Realizado En Saltillo, Coahuila. (1999)
- Participante En El 5.º Seminario Internacional Sobre Gobierno Y Políticas Públicas. (2006)
- Enlace De La Secretaría General De Gobierno Con El Instituto Sinaloense De La Mujer, para lograr la Institucionalizacion De Género En Las Dependencias De Gobierno Del Estado.
- Participante En El Taller “Liderazgo Politico De Las Mujeres En El Ambito Local” (2007)
- Participante en el taller De Capacitación “Liderazgo Politico” Dirigido A Líderes Comunitarias (2007)
- Representante de la Cámara de Diputados en la Asamblea de la Unión Europea de presidentes de los parlamentos nacionales e internacionales.
- Participante de la viii Cumbre Mundial Ecológica con la representación de la cámara de diputados del Congreso de la Unión. sT. PETERSBURGO, RUSIA (2018).
- Participación en la Unión Interparlamentaria por la Pemocracia para todos (UIP) formando parte de la delegación mexicana.  Con la ponencia: Migración a nivel mundial, GINEBRA, SUIZA (2017).
- Conversatorio Político sobre Violencia contra las Mujeres. Organizado por la Secretaría de las Mujeres Sinaloa y el Instituto Estatal Electoral, noviembre 2022.

## Experiencia Laboral
- Directora del Cuerpo de Defensores de Oficio del Estado,
- Diputada local en la LXI Legislatura (2009-2011),
- Presidenta Municipal del H. Ayuntamiento de Mocorito (2011-2013),
- Diputada Federal de la LXIII Legislatura de la H. Cámara de Diputados del Congreso de la Unión (2015-2018),
- Vicepresidenta de la Mesa Directiva del Segundo Periodo Ordinario de la LXIII Legislatura,
- Vicecoordinaora parlamentaria responsable ante la JUCOPO de la Cámara de Diputados,
- Diputada Local de la LXIII Legislatura y Presidenta de la Mesa Directiva del H. Congreso del Estado de Sinaloa.
- Actualmente Diputada Local de la LXIV Legislatura del H. Congreso del Estado de Sinaloa.